# Damián Iguacen Borau
Damián Iguacen Borau (Fuencalderas, 12 de febrero de 1916 - Huesca, 24 de noviembre de 2020) fue un sacerdote y obispo español que se desempeñó como obispo de la Diócesis de San Cristóbal de La Laguna (también llamada Diócesis Nivariense o Diócesis de Tenerife). Con sus 104 años en el momento de su fallecimiento, fue el obispo más anciano de España y, en general, de toda la Iglesia católica.

## Biografía
Nació en el pueblo aragonés de Fuencalderas (Zaragoza), en España. 
Cursó estudios en el Seminario Conciliar de la Santa Cruz de Huesca. El 7 de junio de 1941 fue ordenado sacerdote, ejerciendo en los pueblos de Ibieca y Torla (Huesca). 
Desempeñó diversas labores en la iglesia basílica de Santa Engracia y el episcopado de Zaragoza, en Tardienta (Huesca), y en el Seminario, la parroquia de San Lino, la Basílica de San Lorenzo, la Catedral y el obispado de Huesca, donde llegó a ser canónigo y administrador apostólico de la sede vacante.
El 14 de agosto de 1970 fue preconizado obispo de la Diócesis de Barbastro, siendo consagrado obispo el 11 de octubre de 1970 en la Catedral de Barbastro. El 23 de septiembre de 1974, fue nombrado obispo de la diócesis de Teruel y de Albarracín.  
Siendo obispo de Teruel, participó en la Comisión Central de Límites Diocesanos de la Conferencia Episcopal Española y fue presidente de la Comisión Interdiocesana para el estudio de los límites de la Iglesia en Aragón, creada en 1980. El 14 de agosto de 1984 se convirtió en el décimo obispo de la diócesis de Tenerife, hasta su renuncia por edad, que tuvo lugar el 12 de junio de 1991.  
Como obispo emérito, continuó vinculado con su diócesis, impartiendo conferencias y charlas, durante años.
Presidió la Comisión Episcopal de Patrimonio Cultural de la Conferencia Episcopal Española entre 1984 y 1993.
Publicó diversos estudios y libros sobre el patrimonio histórico (ver apartado bibliografía). El 12 de febrero de 2020, el obispo de la Diócesis de San Cristóbal de La Laguna, Bernardo Álvarez, se trasladó hasta su residencia en Huesca, para acompañarlo en su 104 aniversario.
Conocido en Aragón como mosén Damián Iguacen, en el momento de su muerte fue el obispo de mayor edad de la Iglesia Católica. Falleció el 24 de noviembre de 2020, en su residencia en Huesca, a la edad de 104 años.

## Sucesión
| Predecesor: Jaime Flores Martín               | Obispo de Barbastro 1970-1974                  | Sucesor: Ambrosio Echebarría Arroita   |
| Predecesor: Juan Ricote Alonso                | Obispo de Teruel y Albarracín 1974-1984        | Sucesor: Antonio Ángel Algora Hernando |
| Predecesor: Fray Luis Franco Cascón, C. Ss.R. | Obispo de San Cristóbal de la Laguna 1984-1991 | Sucesor: Felipe Fernández García       |

- Datos: Q302342
- Multimedia: Damián Iguacén Borau / Q302342